# Transzfogarasi út
A Transzfogarasi út (románul Drumul Transfăgărășan), másként 7C jelzésű országút (Drumul Național 7C) a Fogarasi-havasok központi részén keresztül észak-déli irányban köti össze Alsóárpás és Curtea de Argeș településeket. Az 1970-es években építették, 90 km hosszú. 2042 m magasságig vezet fel, majd egy alagúton halad át a főgerinc alatt. Összesen 830 hídja, 27 viaduktja, valamint 5 alagútja van.
Az út lavinaveszély miatt csak nyáron van nyitva. A hóviszonyoktól függően októberben vagy novemberben lezárják és csak június elején, közepén nyitják meg újra. Az út honlapján olvasható információ szerint a hivatalos nyitvatartás július 1-től november 30-ig tart.

## Története
Nicolae Ceaușescu román diktátor katonai szállítási útvonalnak építtette, mert az 1968-as prágai tavasz után attól tartott, hogy a Szovjetunió Romániát is megszállhatja. Az Argeș megyei pártbizottság azt javasolta, hogy Ceaușescuról nevezzék el az utat (Drumul Transfăgărășan Nicolae Ceaușescu), de ezt maga Ceaușescu – aki akkor még nem honosította meg személyi kultuszát – határozottan elutasította.
Építése 1969 végén kezdődött; katonák dolgoztak rajta, és hivatalos adatok szerint az építkezés alatt 40 ember veszítette életét különféle balesetekben. Az utat 1974. szeptember 20-án nyitották meg, de a munkálatok egészen 1980-ig folytatódtak.

## Turizmus
Az út lenyűgöző szépségű tájon vezet keresztül, elhalad a Bilea-vízesés telep, a Bilea-tó és a mesterséges Vidraru-tó mellett.
A Transzfogarasi út elkészülte megkönnyítette a hegység megközelítését, ezért az 1970-es évek óta nagyon sok turista érkezik. A nagy turistaforgalom együtt jár a környezetre káros hatások növekedésével. 

## Képek

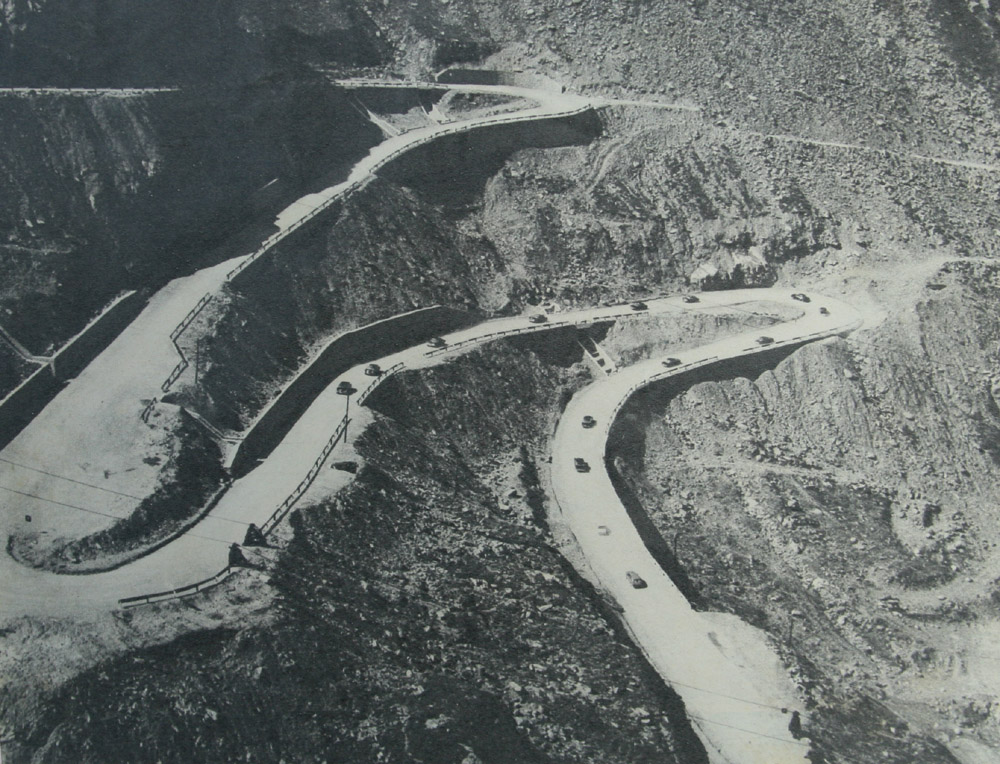
A frissen megnyitott út (1974-es fénykép)
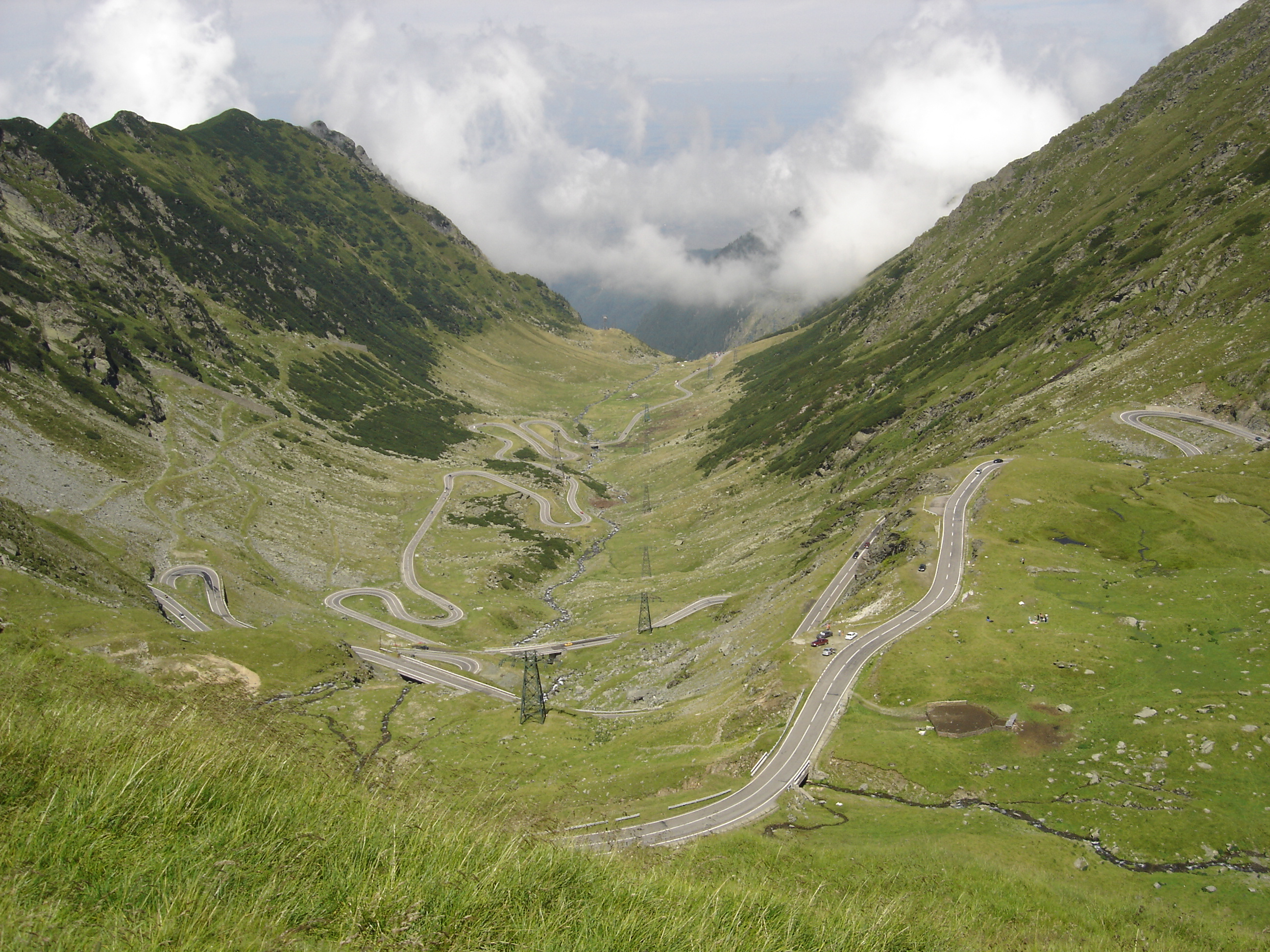
Az út északi emelkedője a Bilea-völgyben
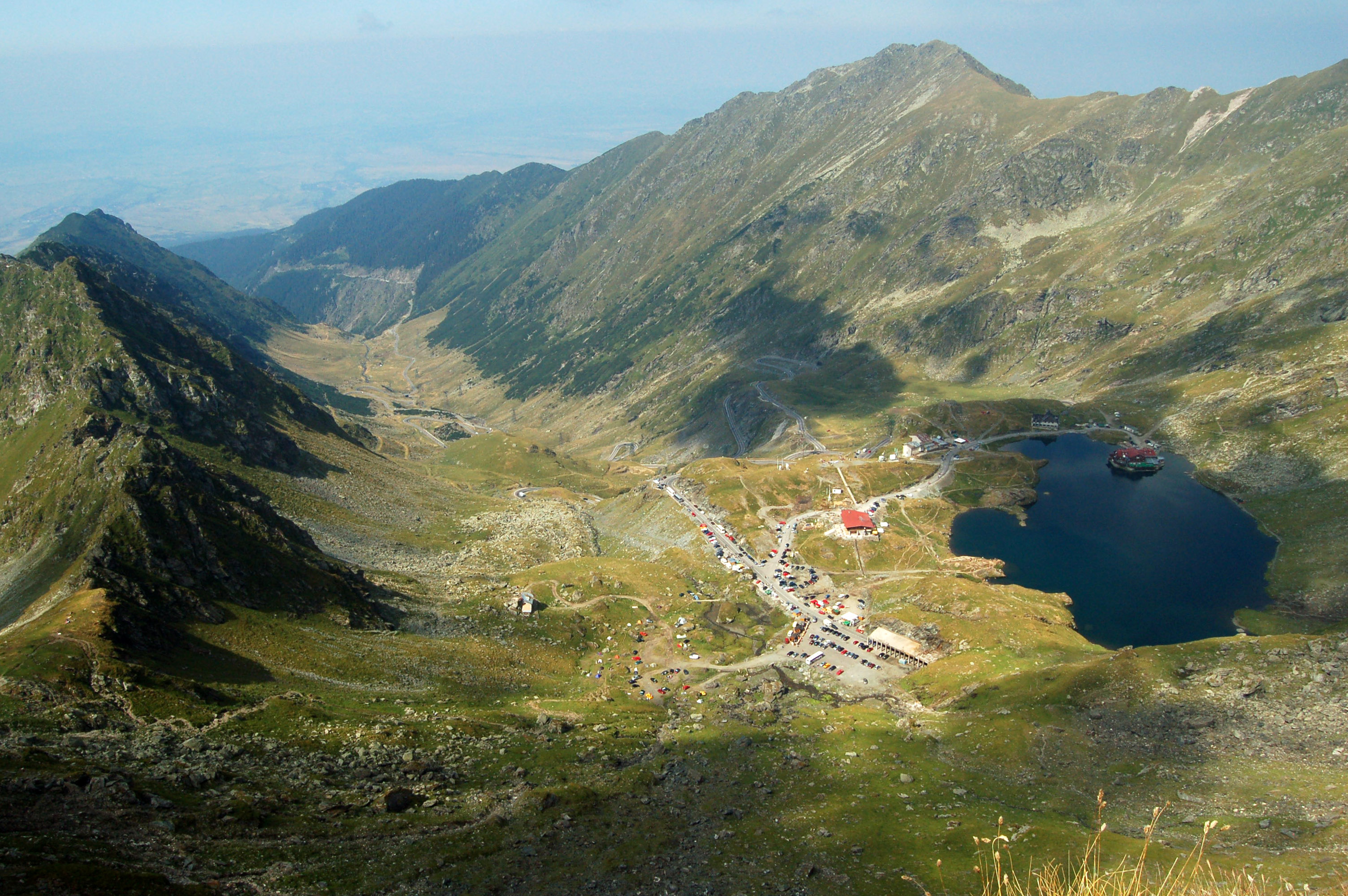
A Transzfogarasi út a Bilea-tóval
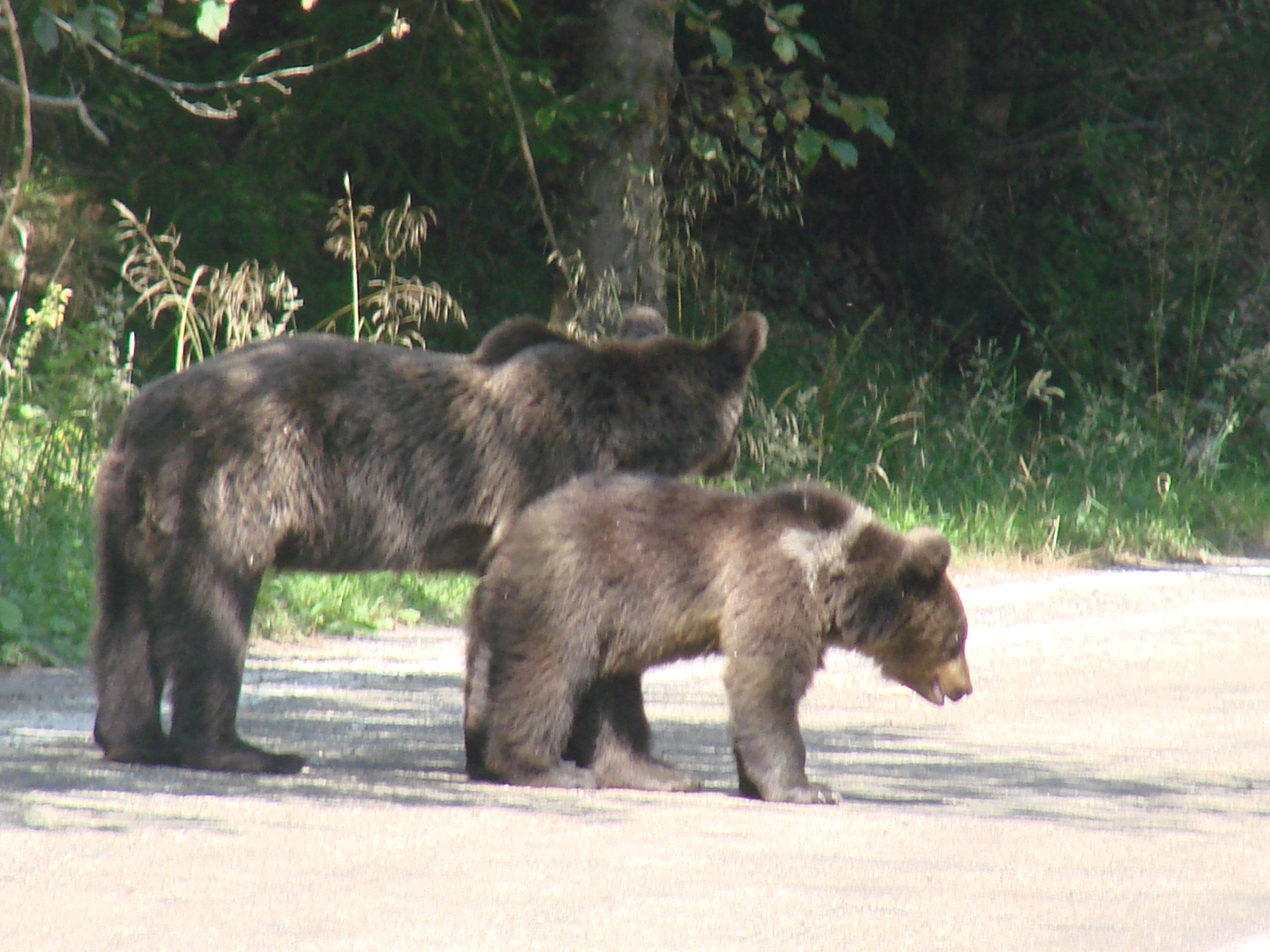
A Transzfogarasi úton a medvék is „átkelnek”
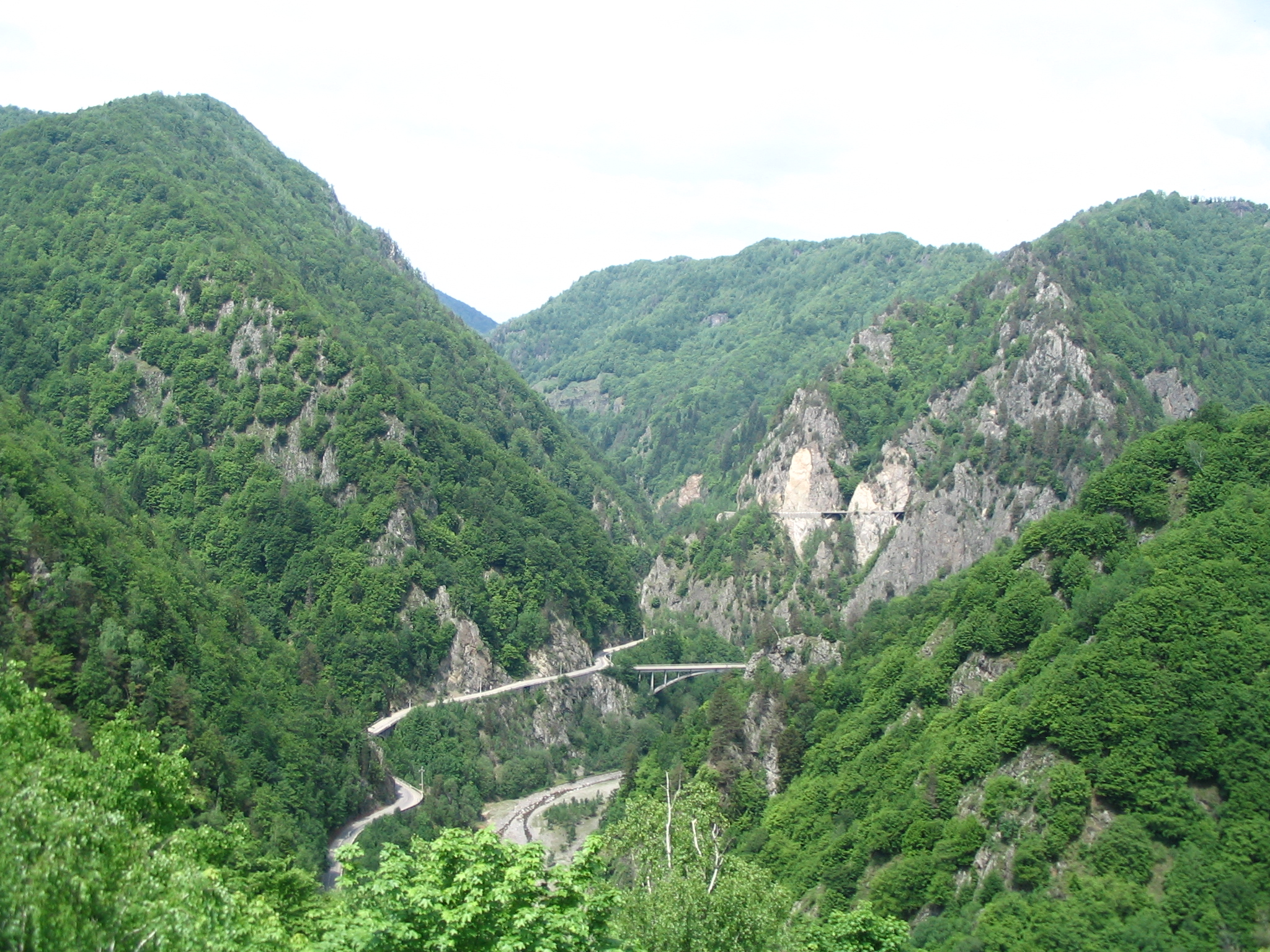
Az út Arefu közelében
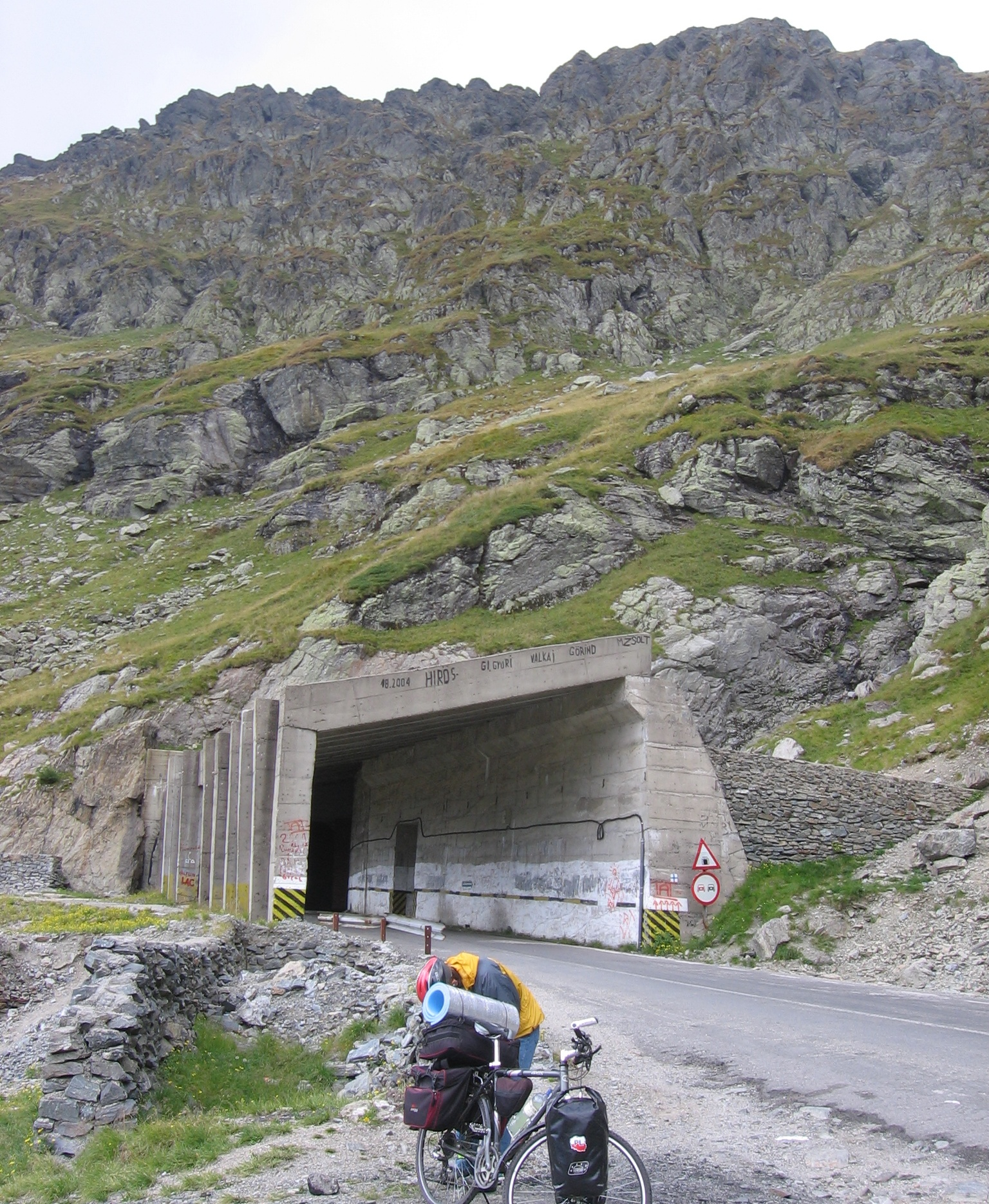
Bilea alagút, déli oldal
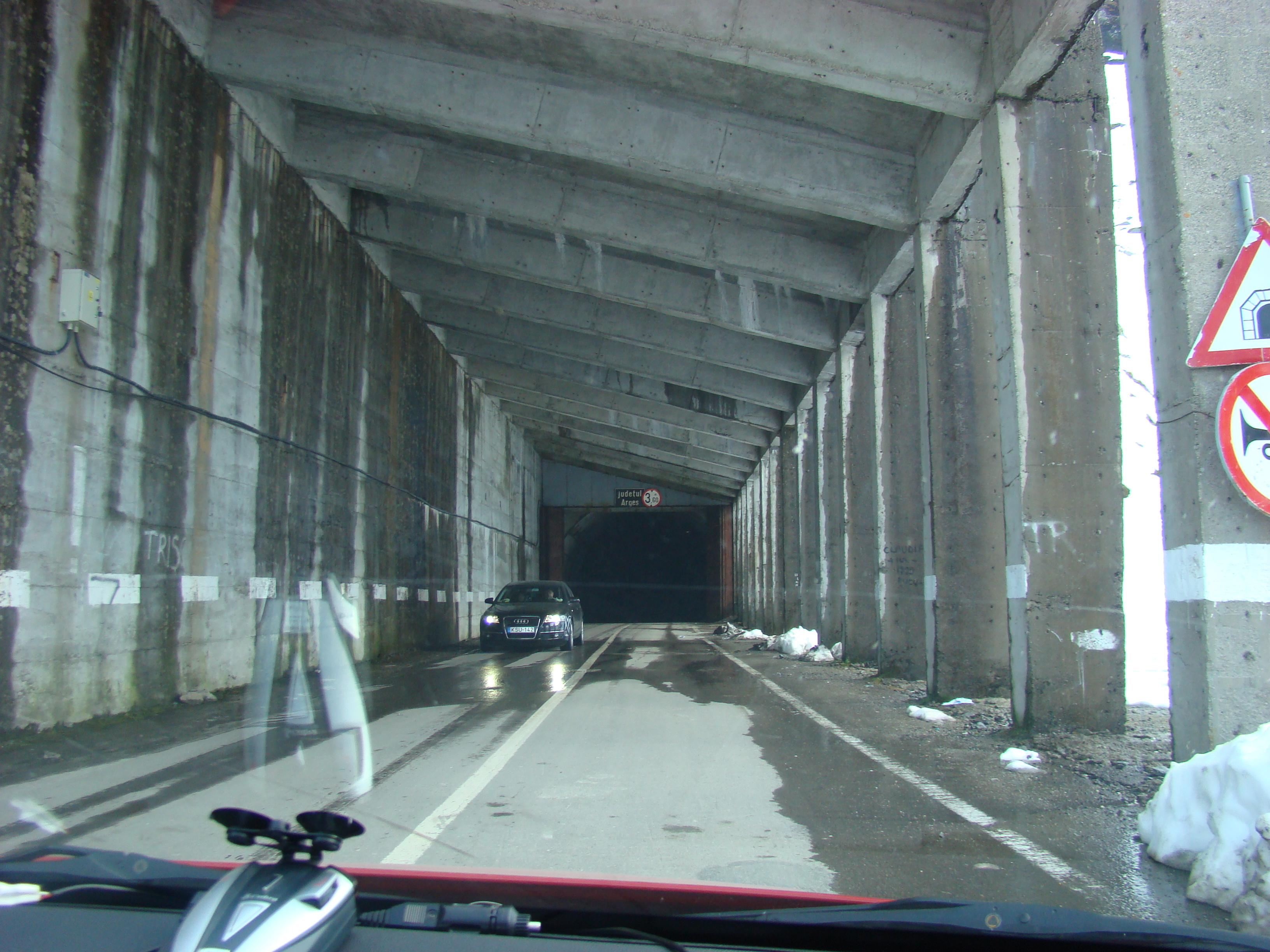
Bilea alagút, északi oldal
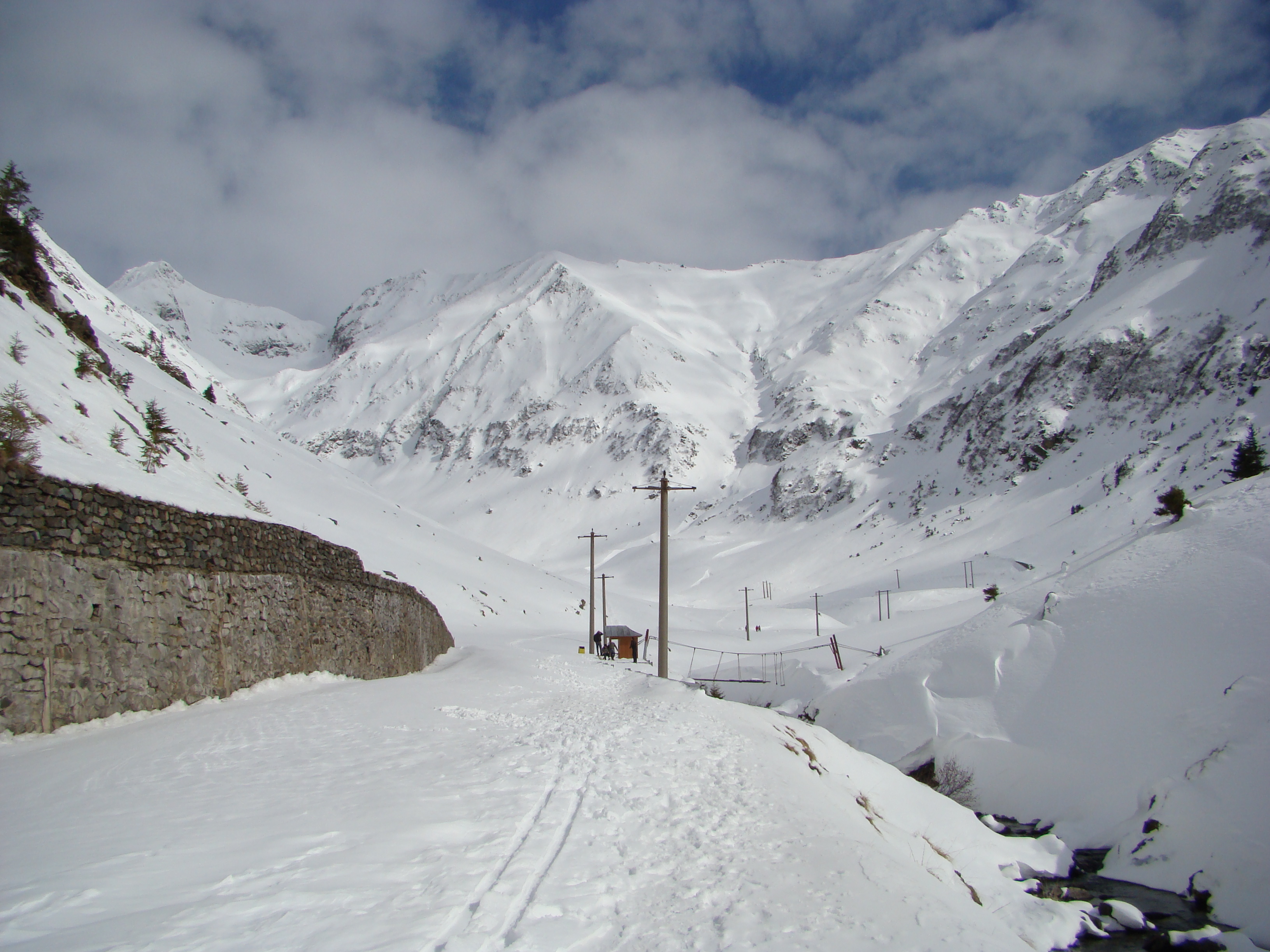
Az út télen le van zárva
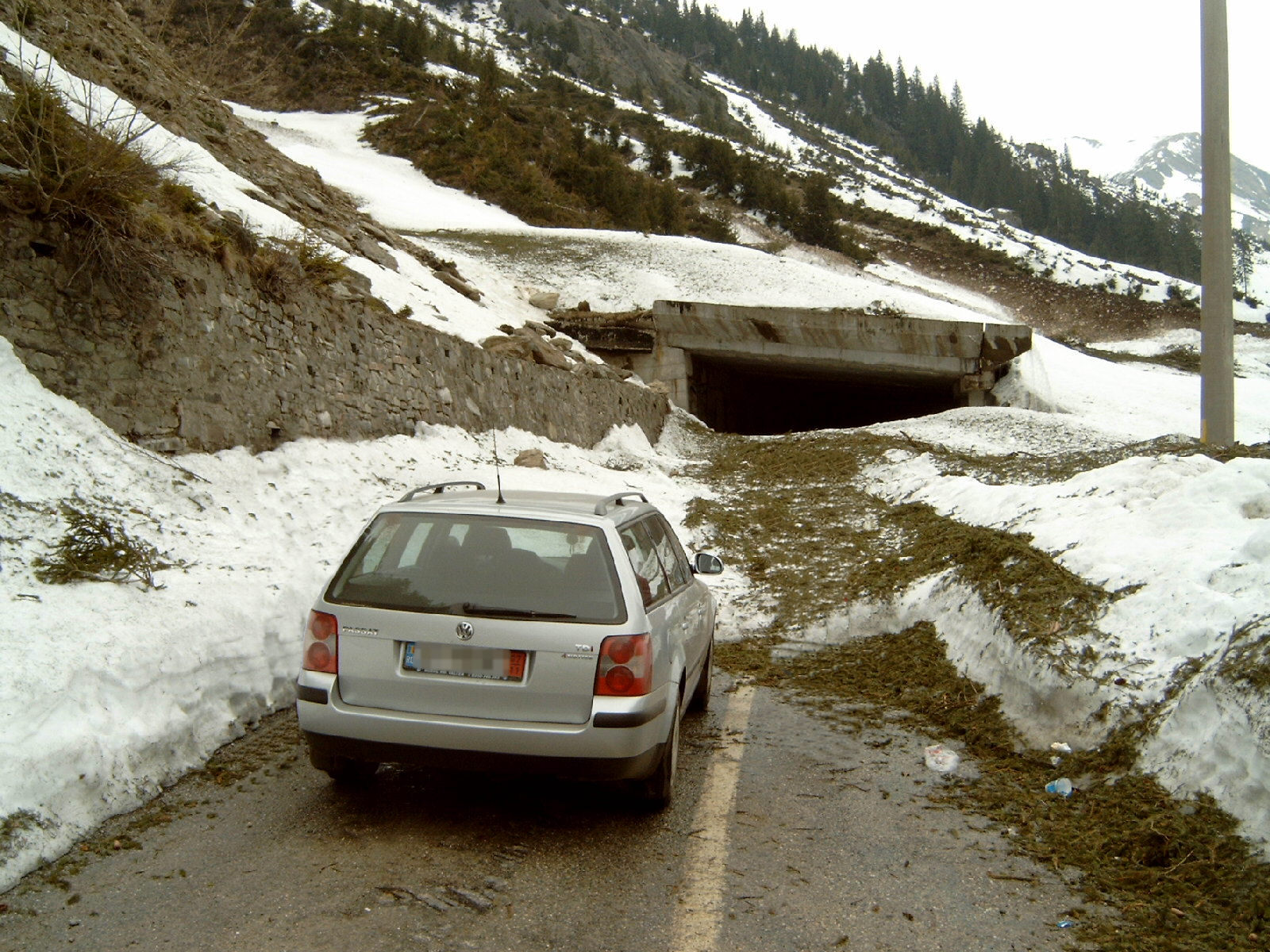
Egy lavina után
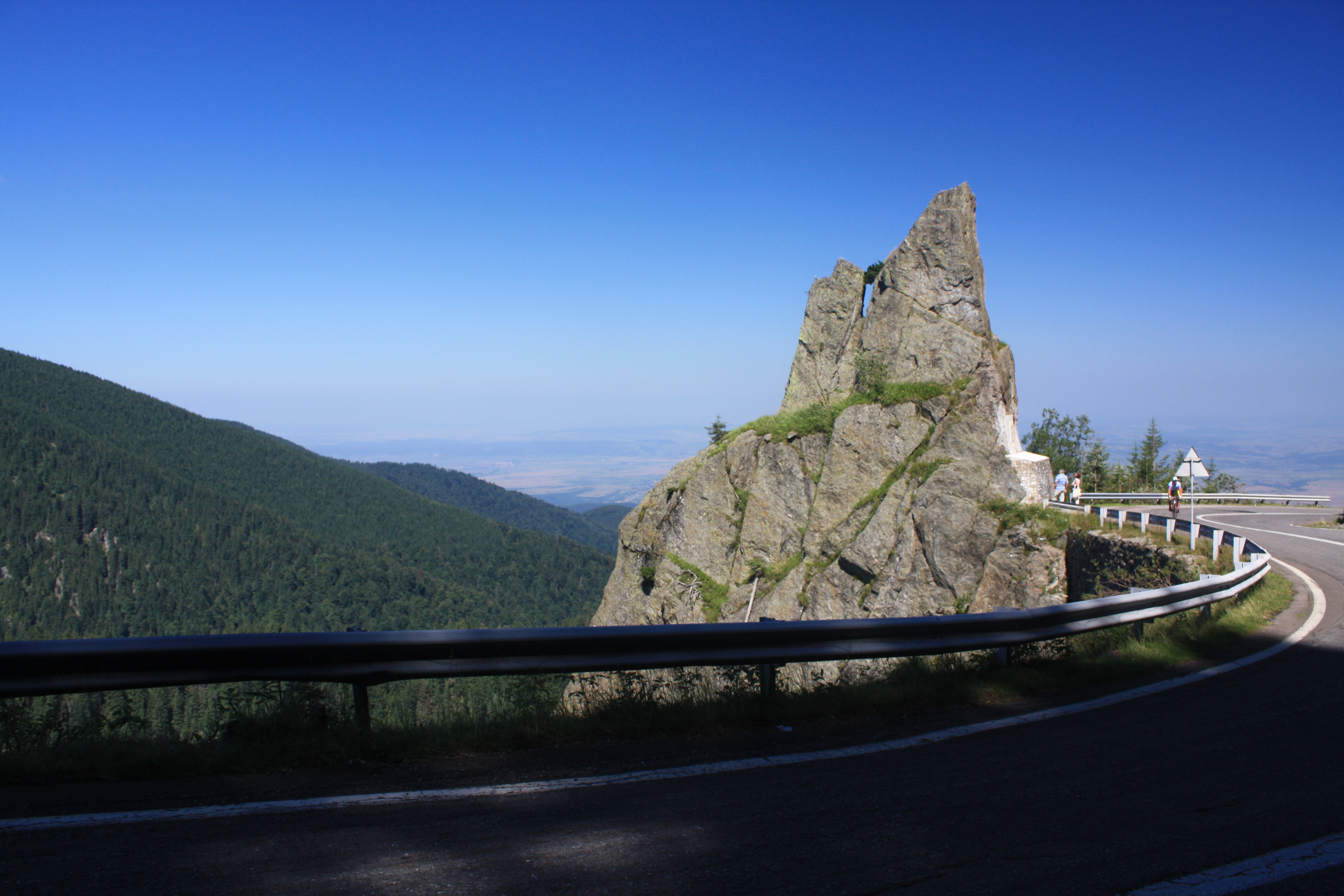
Szikla az út mellett
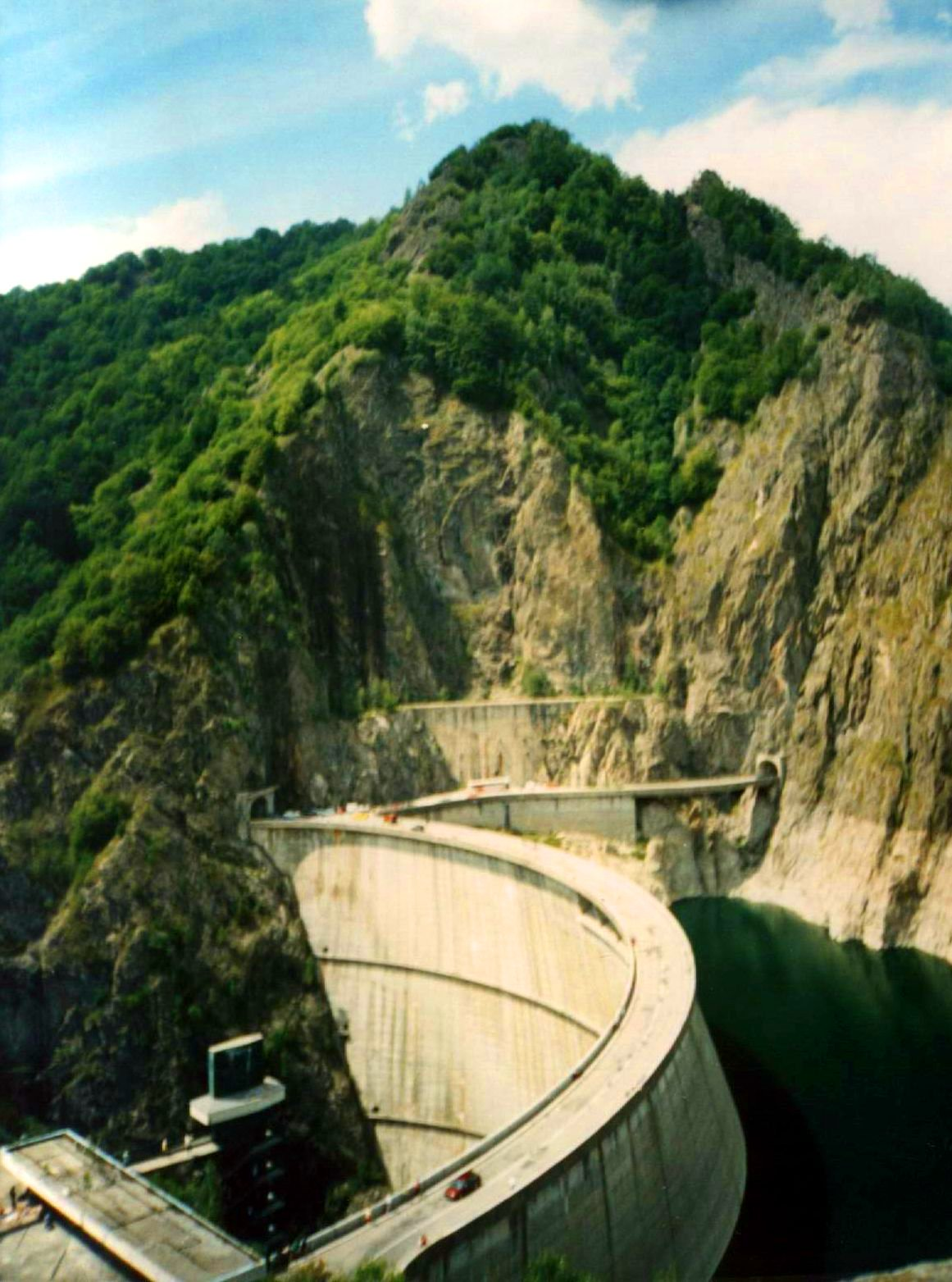
A Vidraru-tó gátja